# 旺达
旺达（法語：Vendat，法語發音：[vɑ̃da]）是法国阿列省的一个市镇，位于该省南部偏东，阿列河西侧，属于维希区。

## 地理
旺达（46°9'50"N, 3°21'13"E）面积16.76 平方千米，位于法国奥弗涅-罗讷-阿尔卑斯大区阿列省，该省份为法国中部省份，北起涅夫勒省、西北接谢尔省，西南至克勒兹省，南至多姆山省，东南临卢瓦尔省，东临索恩-卢瓦尔省。
与旺达接壤的市镇（或旧市镇、城区）包括：布鲁-韦尔内、沙尔梅伊、埃斯皮纳斯-沃泽勒、圣蓬、罗拉地区圣雷米。

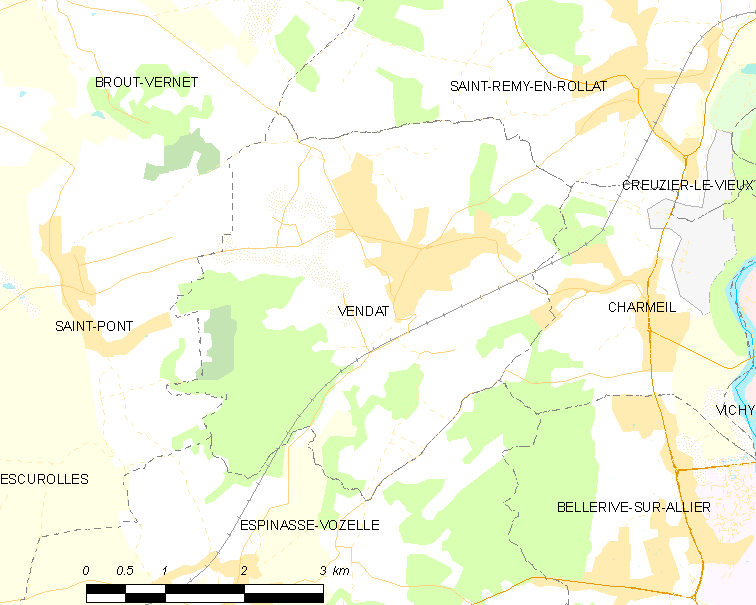
旺达的OSM定位图

旺达的时区为UTC+01:00、UTC+02:00（夏令时）。

## 行政
旺达的邮政编码为03110，INSEE市镇编码为03304。

## 政治
旺达所属的省级选区为阿列河畔贝尔里夫县。

## 人口

1962-2008年间旺达人口变化图示

旺达于2022年1月1日时的人口数量为2269人。